# Гортышов, Юрий Федорович
Юрий Федорович Гортышов (род. 17 октября 1946, с. Поручиково, Заинский район, Татарская АССР, РСФСР, СССР) — доктор технических наук, профессор, президент Казанского государственного технического университета им. А.Н.Туполева (с 2013 года). Ректор Казанского государственного технического университета им. А.Н.Туполева (2007–2011). Академик Академии Наук Республики Татарстан (2007).

## Биография
Юрий Гортышов родился 17 октября 1946 года в селе Поручиково Заинского района Татарской АССР. В 1964 году с золотой медалью окончил Заинскую среднюю школу № 2. В 1970 году окончил Казанский авиационный институт (ныне — Казанский государственный технический университет им. Туполева), факультет двигателей летательных аппаратов по специальности «Аэродинамика и термодинамика». В 1988 году ему было присвоено учёное звание профессора.
В 1989 году  учёным советом вуза назначен заведующим кафедрой «Теоретические основы теплотехники». С 1993 года исполнял обязанности руководителя созданного в университете Учебно-методического центра. В мае 1995 года назначен первым проректором по учебной работе. С октября 1995 года по 2007 год — проректор по научной работе.
В июне 2007 года на конференции трудового коллектива Казанского государственного технического университета был избран новым ректором КГТУ. В 2011 году покинул пост ректора по причине достижения предельного возраста — 65 лет.
В 2013 году был избран президентом КНИТУ-КАИ им. Туполева.
Юрий Гортышов является Академиком Российской академии естественных наук, Академиком международной инженерной академии SAE, Академиком авиации и воздухоплавания.

## Награды
Российские
- Почётное звание «Заслуженный деятель науки Российской Федерации» (2003) — за заслуги в научной деятельности[4].
- Орден Дружбы (2009 год) — за достигнутые трудовые успехи и многолетнюю добросовестную работу[5].
- Медаль «В память 1000-летия Казани» (2005 год)[6].
- Медаль «За укрепление боевого содружества (2009 год)[7].
- Премия Правительства Российской Федерации в области образования (2011 год) — за комплекс работ «Разработка и реализация комплексной системы опережающей подготовки высококвалифицированных инженерных кадров для модернизации и инновационного развития важнейших отраслей национальной экономики: модели подготовки, технологии обучения, совершенствование управления образовательными процессами»[8].

Татарстанские
- Медаль «За доблестный труд» (2016 год) — за большой вклад в развитие системы высшего образования, многолетнюю плодотворную научно-педагогическую и общественную деятельность[9].
- Медаль «100 лет образования Татарской Автономной Советской Социалистической Республики» (2021 год) — за существенный вклад в укрепление социально-экономического потенциала Республики Татарстан и многолетний плодотворный труд[10].
- Благодарственное письмо президента Республики Татарстан (2011 год) — за многолетний плодотворный труд, значительный вклад в подготовку высококвалифицированных специалистов, активную научно-педагогическую и общественную деятельность[11].
- Почётное звание «Заслуженный деятель науки Республики Татарстан[тат.]» (1992 год)[6].
- Серебряная медаль Академии наук Республики Татарстан «За достижения в науке» (2016 год)[12].

## Книги и публикации
- Проблема осадкообразования в энергетических установках многоразового использования на жидких углеводородных горючих и охладителях/ В.А. Алтунин, К.В. Алтунин, Ф.М. Галимов, Ю.Ф. Гортышов, Ф.Н. Дресвянников, Л.С. Яновский // Вестник Казанского тех-нол. ун-та, 2010. №5. — С. 96-102.
- Теплогидравлический расчет и проектирование оборудования с интенсифицированным теплообменом : монография / Ю.Ф. Гортышов, В.В. Олимпиев, Б.Г. Байгалиев ; Мин-во образ. и науки РФ; КГТУ.  — : Изд-во КГТУ им. А.Н. Туполева, 2004. — 432 с.
- Теплообменные аппараты с интенсифицированным теплообменом / Ю.Ф. Гортышов, В.В. Олимпиев. — Казань : Изд-во Казан. гос. техн. ун-та, 1999. — 176 с.
- Теория и техника теплофизического эксперимента : учебное пособие для вузов / Ю. Ф. Гортышов [и др.]. — Москва: Энергоатомиздат, 1985.